# Nostolachma khasiana
Nostolachma khasiana är en måreväxtart som först beskrevs av Pieter Willem Korthals, och fick sitt nu gällande namn av Debendra Bijoy Deb och Lahiri. Nostolachma khasiana ingår i släktet Nostolachma och familjen måreväxter. Inga underarter finns listade i Catalogue of Life.